# Massacre de Houla
La Massacre de Houla va tenir lloc el 25 de maig de 2012 en dues poblacions controlades per l'oposició a la regió de Houla a Síria que és un grup de poblacions al nord de la ciutat d'Homs. Segons les Nacions Unides, hi van ser mortes 108 persones, incloent 34 dones i 49 infants. Mentre una petita proporció dels morts semblen haver estat causats per l'artilleria i els tancs usats contra els pobles, les Nacions Unides més tard van anunciar que la majoria de les víctimes massacrades havien estat "executats sumàriament", i que les milícies progovernamentals conegudes com la Shabiha eren els perpetradors més probables.
El govern de Síria va al·legar que grups terroristes d'Al-Qaeda havien estat els responsables de les morts,
Els 15 estats del Consell de Seguretat de les Nacions Unides van condemnar de manera unànime el govern de Síria pel seu paper en aquesta massacre.